# Gravataí
Gravataí é um município brasileiro do estado do Rio Grande do Sul, localizando-se a norte da capital do estado, distando desta cerca de 23 km, sendo um dos 32 integrantes da Região Metropolitana de Porto Alegre (RMPA). Ocupa uma área de 463,758 km², sendo 121,37 km² em perímetro urbano, e sua população foi contada no ano de 2022 em 265 070 habitantes, classificado então como o sexto mais populoso do estado e o terceiro da RMPA.
Gravataí foi originalmente fundada em 1763, embora a emancipação oficial tenha vindo somente em 1880. A versão de sua etimologia é a de que o nome seja uma junção entre o nome de uma espécie de Apiácea (antiga Umbelífera), gravatá, que existia em abundância na região, e a palavra hy, que na língua guarani significa rio. Atualmente sua principal fonte de renda é o setor industrial, tendo o Complexo Industrial Automotivo de Gravataí da General Motors como importante fonte de lucros, fazendo da cidade um polo da indústria metal-mecânico brasileira.
O município conta ainda com uma importante tradição cultural, que vai desde o seu artesanato até o teatro, a música e o esporte. Um dos principais e o mais tradicional clube de futebol é o Cerâmica Atlético Clube, fundado em abril de 1950.[carece de fontes?] Gravataí também é sede de diversos eventos anuais, como a Festa de Nossa Senhora dos Navegantes, a Festa das Bromélias e a Volta Ciclística Internacional de Gravataí, além de possuir diversos pontos turísticos, como o Museu Municipal Agostinho Martha, cujo acervo conta a história colonial da região do Vale do Rio Gravataí.

## História

### Origens e pioneirismo
Ao expandir seus domínios para o sul da América no século XVIII, a Coroa Portuguesa concedia cartas de sesmarias a quem já habitava a região, com o intuito de povoá-la. Pedro Gonçalves Sandoval, natural de Lima (Peru), recebeu a primeira sesmaria, pois já habitava o chamado rincão de Gravataí, nos campos de Viamão. Nesta época, o capitão João Lourenço Veloso também recebeu sua sesmaria, dando posse das terras que habitava no mesmo rincão, mais a nordeste, próximo ao Morro Itacolomi. Parte dessas terras seria comprada pela coroa portuguesa para assentamento da então Aldeia dos Anjos. Era o primeiro arranchamento da aldeia, transferido posteriormente para as atuais terras centrais de Gravataí.
Desde tempos pré-coloniais que Portugal e Espanha avançavam um no território de outro; por esse motivo em 1750 assinaram o Tratado de Madrid, estipulando que Portugal devolveria a Colônia do Sacramento, fundada em território espanhol em troca dos Sete Povos das Missões, mais a nordeste. Para povoar os Sete Povos das Missões, os portugueses trariam colonos do superpovoado arquipélago dos Açores. Como consequência do acordo e do posterior Tratado de Santo Ildefonso (1777), os guaranis que habitavam os Sete Povos das Missões deveriam deixar a região. Como os índios não aceitaram abandonar as terras, teve início a Guerra Guaranítica. Em consequência da guerra, milhares de índios fugiram para o território português, estabelecendo-se nas imediações do Rio Pardo, atualmente rio Santa Maria. Desse contingente de refugiados, cerca de mil índios guaranis foram trazidos, em 1762, pelo Capitão Antônio Pinto de Carneiro para as proximidades do rio Gravataí, dando início ao povoamento da Aldeia dos Anjos. Note-se que a Aldeia já existia de fato antes de sua data oficial de fundação, em 8 de abril de 1763. Com a confusão gerada pela Guerra Guaranítica, os colonos açorianos que originalmente seriam assentados nos Sete Povos das Missões tiveram que ocupar outras áreas, ou seja, o Vale do rio Jacuí (centro do estado) e o Vale do rio Gravataí.
Com a chegada de José Marcelino de Figueiredo, Governador da Província de São Pedro, em 1772, a Aldeia dos Anjos começou a se desenvolver. José Marcelino de Figueiredo urbanizou o aldeamento, construindo escolas, olarias e moinhos. Os índios Tapes, foragidos das Missões Jesuíticas do Uruguai, foram estabelecidos em Gravataí por Marcelino de Figueiredo, que os fez aprender a cultura do trigo a que mais tarde se dedicaram.

### Formação administrativa e política
Com a criação dos quatro primeiros municípios do estado do Rio Grande do Sul, em 7 de outubro de 1809, a então Aldeia dos Anjos alçou-se à condição de distrito de Porto Alegre. Em 11 de junho de 1880, com o grande trânsito de carretas de mercadorias vindas principalmente do Litoral Norte e de Santo Antônio da Patrulha, passou à condição de Vila. Quatro meses depois, em 23 de outubro de 1880, foi instalado de forma oficial o município de Gravataí; que tem origem na língua guarani, onde gravatá é o nome de uma espécie de Apiácea, embora erroneamente classificado como Bromeliácea, abundante na região, enquanto que "hy" significa rio na linguagem nativa. Até o final do século XIX a grafia correta para o nome do município era "Gravatahy", que pode ser traduzido literalmente como "Rio dos Gravatás".
Pelo ato provincial nº 1578, de 24 de abril de 1886, foi criado os distritos de Glória e Costa do Ipiranga. Pelo ato municipal nº 48, de 26 de dezembro de 1912, foi criado o distrito de Canoas. Pela lei municipal nº 99, de 20 de julho de 1917, foi criado o distrito de Butiá. Pela lei municipal nº 3, de 7 de junho de 1957, foi criado o distrito de Cachoeirinha. Pela lei municipal nº 1, de 8 de janeiro de 1958, foi criado o distrito de Ipiranga. Pela lei municipal nº 302, de 9 de janeiro de 1958, foi criado o distrito de Dom Feliciano. Pela lei municipal nº 719, de 4 de novembro de 1966, foi criado o distrito de Barnabé. Pelo decreto municipal nº 1396, de 29 de dezembro de 1977, foi criado o distrito de Barro Vermelho. Pela lei municipal nº 121, de 16 de maio de 1983, foi criado o distrito de Itacolomi. Durante estes anos, vários destes distritos foram elevados à categoria de cidades ou extintos, restando atualmente cinco deles, sendo eles Barro Vermelho, Gravataí (sede), Ipiranga, Itacolomi e Morungava.

### Desenvolvimento econômico e social
Nas últimas décadas do século XIX, registrou-se um significativo desenvolvimento da região, principalmente em função do cultivo da mandioca e da exportação de sua farinha para outras partes do país e exterior, através do Passo das Canoas. A cultura da farinha de mandioca garantiu desenvolvimento econômico para o município até a primeira metade do século XX. Na década de 1930, assumiu o governo do município José Loureiro da Silva, que, durante seu mandato, configurou uma importante fase desenvolvimentista para Gravataí. Entre as suas principais realizações estão a implantação do sistema de energia elétrica na cidade, o alargamento e calçamento das primeiras ruas, a construção da faixa ligando Gravataí a Porto Alegre e o projeto urbanístico atual do centro da cidade.
A partir da década de 1960, a cidade entrou em um rápido processo de industrialização. Alguns dos fatores determinantes para que Gravataí abandonasse a economia agrária foram a construção da auto-estrada BR-290 (também conhecida como "Freeway") e a criação do distrito industrial. Esse desenvolvimento, juntamente com o crescimento de cidades próximas, fez com que em 8 de junho de 1973, pela lei complementar federal nº 14, fosse criada a Região Metropolitana de Porto Alegre, envolvendo além de Gravataí, outros 31 municípios. Em 2001, com praticamente quatro milhões de habitantes, era a 102ª maior aglomeração urbana do mundo.

### História recente
Um importante fato para a economia da cidade foi a instalação do Complexo Industrial da General Motors, ocorrida entre o final da década de 1990 e começo da década de 2000. O anúncio da sua instalação foi feito em 17 de março de 1997, data que ficou sendo um marco de desenvolvimento do município, visto que esta empresa veio juntar-se ao Parque Industrial de grande porte e ao comércio da cidade. O complexo consolidou o perfil industrial da cidade e tornou Gravataí um dos maiores polos da indústria metal-mecânica brasileira.
Ultimamente a predominância do espaço rural tem vindo a ser substituída pelo urbano, para atender às exigências da expansão urbana, dada pelo aumento das atividades produtivas na cidade (indústria, comércio e serviços) e pelo aumento da demanda habitacional, gerado pela concentração populacional. O limite entre o campo e a cidade está deixando de ser visível e a população do campo vem decrescendo a cada ano.

## Geografia
A área do município, segundo o Instituto Brasileiro de Geografia e Estatística é de 463,758 km², sendo que 121,37 km² constituem a zona urbana e os 376,45 km² restantes constituem a zona rural. Situa-se a 22º56'36" de latitude sul e 50º59'38" de longitude oeste. Está a uma distância de 22 quilômetros a sul da capital gaúcha, sendo que Gravataí está incluída na Região Metropolitana de Porto Alegre (RMPA). Seus municípios limítrofes são Novo Hamburgo e Taquara a norte; Alvorada e Viamão a sul; Glorinha a leste; e Cachoeirinha e Sapucaia do Sul a oeste.

### Geomorfologia, geologia e hidrografia

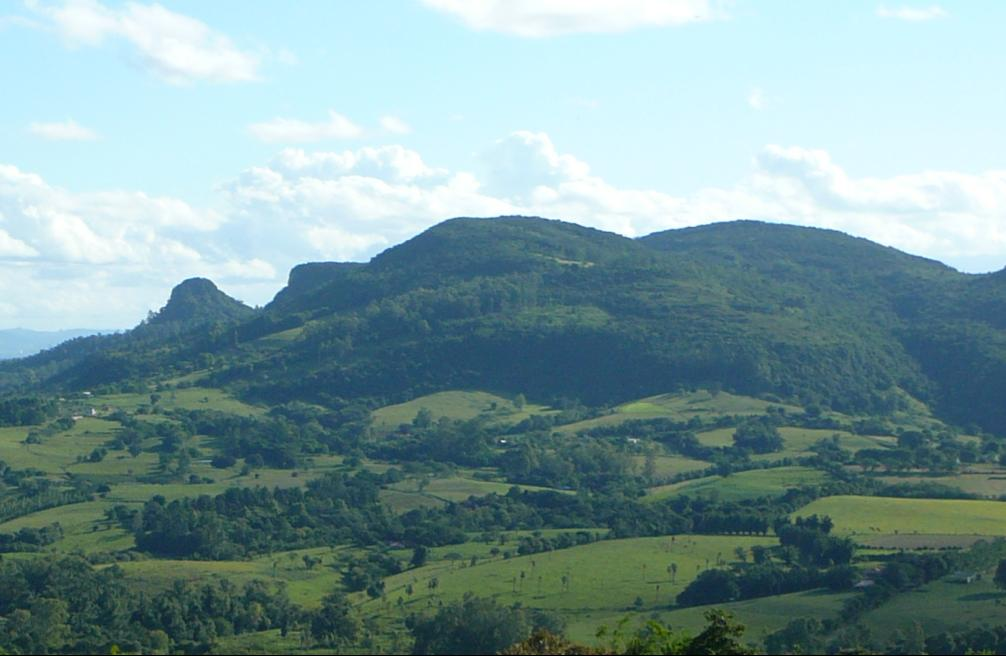
Vista do Morro Itacolomi, importante formação rochosa da cidade que se tornou em, 2003, pela lei estadual Nº 149, como patrimônio cultural gaúcho.

O relevo de Gravataí e da Região Metropolitana de Porto Alegre é caracterizado pela predominância de três grandes domínios morfoestruturais. São eles: depósitos sedimentares, bacias e coberturas Sedimentares, além do embasamento em estilos complexos. A geologia da RMPA é caracterizada por quatro domínios tectono-estruturais compartimentados a partir de suas características quanto ao ambiente deposicional, origem, características lito-estruturais e idade. São eles: Dorsal de Canguçu (representado pelo Complexo Gnáissico arroio dos Ratos e compreende ortognaisses tonalíticos a granodioríticos), Cinturão Dom Feliciano (constitui-se por rochas graníticas não deformadas associadas a vulcânicas ácidas como dacitos, riólitos e riodacitos), a Bacia do Paraná (representada por rochas de idade permiana e triássica) e Planície Costeira e Aluviões.
Dentre as diversas formações geológicas aflorantes no município, as mais extensamente representadas são aquelas que apresentam um menor potencial fossilífero: depósitos quaternários, Formação Serra Geral e Formação Botucatu. Entretanto, algumas ocorrências localizadas de unidades geológicas altamente fossilíferas podem ser detectadas em Gravataí. São elas: Formação Rio do Rasto, Formação Estrada Nova e Formação Rio Bonito. Estas unidades geológicas representam depósitos permianos (295-245 milhões de anos) no estado, incluindo registros de vida do final do período Paleozoico. Registros de fósseis animais e vegetais também são reportados para estas formações em várias outras regiões do estado.
O município está localizado, em sua maior parte, na bacia hidrográfica do rio Gravataí e, em uma pequena parte, da bacia hidrográfica do rio dos Sinos. O rio Gravataí nasce em Santo Antônio da Patrulha e suas nascentes não são claramente definidas, pois as planícies alagadas formam uma espécie de canal que vai se estreitando ao longo de 16 km. Do ponto denominado Passo do Vau, parte mais estreita desse canal e que corresponde ao afunilamento dos banhados, até a foz, o rio conta com 39 km de extensão. Grande parte das áreas urbanizadas ao londo do leito estão concentradas no seu trecho inferior. Os arroios que desaguam na margem direita do rio Gravataí são: arroio do Pinto, arroio Demétrio, arroio Barnabé, arroio Brigadeiro e arroio Grande.

### Clima
O clima de Gravataí é subtropical (tipo Cfah segundo Köppen), com duas estações bem definidas; verões quentes e invernos frios, condição determinada tanto pela latitude, como pela ação dos anticiclones do oceano Atlântico e do móvel polar. O mês mais quente, fevereiro, tem temperatura média de 25,5 °C, sendo a média máxima de 30 °C e a mínima de 21 °C. E os meses mais frios, junho e julho, possuem média de 15 °C, sendo 19 °C e 11 °C as médias máxima e mínima, respectivamente. Na região predominam ventos do quadrante sul e do leste. Esses ventos são oriundos das altas pressões subtropicais, comuns nessa área, devido a fatores de posição geográfica.
Em relação às precipitações, o clima caracteriza-se pela regularidade na distribuição das chuvas ao longo do ano, não sendo possível estabelecer nenhum período de seca. Períodos de seca, às vezes, ocorrem em consequência da falta de atuação do anticiclone móvel polar. A precipitação média anual é de 1 346 mm, sendo abril o mês mais seco, quando ocorrem 86 mm. Em agosto e setembro, os meses mais chuvosos, a média fica em 140 mm. Durante o período chuvoso são comuns ocorrências de inundações e deslizamentos de terra em algumas áreas. Tempestades de granizo não são muito comuns na cidade, mas uma das mais recentes ocorreu em 27 de agosto de 2010.
De acordo com dados do Weather Base, a temperatura máxima absoluta registrada na cidade foi de 41 °C. Já a mínima foi de -4 °C. Segundo dados do Centro de Previsão de Tempo e Estudos Climáticos (CPTEC) e do Instituto Nacional de Pesquisas Espaciais (INPE), entre agosto de 1991 e agosto de 2001 o maior acumulado de chuva ocorrido em 24 horas foi de 116 mm, em 23 de julho de 2001. Outros grandes acumulados foram de 108 mm em 29 de julho de 1995; 95 mm em 5 de julho de 1993; 93 mm em 10 de julho de 2000; 89 mm dias 10 de junho e 5 de novembro do ano de 1999; e 87 mm dia 19 de junho de 1994.
| Dados climatológicos para Gravataí | Dados climatológicos para Gravataí | Dados climatológicos para Gravataí | Dados climatológicos para Gravataí | Dados climatológicos para Gravataí | Dados climatológicos para Gravataí | Dados climatológicos para Gravataí | Dados climatológicos para Gravataí | Dados climatológicos para Gravataí | Dados climatológicos para Gravataí | Dados climatológicos para Gravataí | Dados climatológicos para Gravataí | Dados climatológicos para Gravataí | Dados climatológicos para Gravataí |
| Mês                                | Jan                                | Fev                                | Mar                                | Abr                                | Mai                                | Jun                                | Jul                                | Ago                                | Set                                | Out                                | Nov                                | Dez                                | Ano                                |
| ---------------------------------- | ---------------------------------- | ---------------------------------- | ---------------------------------- | ---------------------------------- | ---------------------------------- | ---------------------------------- | ---------------------------------- | ---------------------------------- | ---------------------------------- | ---------------------------------- | ---------------------------------- | ---------------------------------- | ---------------------------------- |
| Temperatura máxima recorde (°C)    | 39                                 | 41                                 | 39                                 | 36                                 | 33                                 | 32                                 | 33                                 | 33                                 | 36                                 | 38                                 | 38                                 | 39                                 | 41                                 |
| Temperatura máxima média (°C)      | 30                                 | 30                                 | 28                                 | 25                                 | 22                                 | 19                                 | 19                                 | 20                                 | 22                                 | 24                                 | 27                                 | 29                                 | 24,6                               |
| Temperatura mínima média (°C)      | 20                                 | 21                                 | 19                                 | 16                                 | 13                                 | 11                                 | 11                                 | 11                                 | 13                                 | 15                                 | 17                                 | 19                                 | 15,5                               |
| Temperatura mínima recorde (°C)    | 10                                 | 11                                 | 9                                  | 4                                  | −1                                 | −2                                 | −4                                 | −1                                 | 0                                  | 4                                  | 5                                  | 8                                  | −4                                 |
| Precipitação (mm)                  | 99                                 | 109                                | 104                                | 86                                 | 94                                 | 132                                | 122                                | 140                                | 140                                | 114                                | 104                                | 102                                | 1 346                              |
| Dias com chuva                     | 5,8                                | 5,4                                | 6                                  | 6,2                                | 6,8                                | 8,8                                | 7,8                                | 8,6                                | 7,5                                | 5,7                                | 5,3                                | 5,8                                | 79,7                               |
| Fonte: The Weather Channel         |                                    |                                    |                                    |                                    |                                    |                                    |                                    |                                    |                                    |                                    |                                    |                                    |                                    |
| Fonte 2: Weather Base              |                                    |                                    |                                    |                                    |                                    |                                    |                                    |                                    |                                    |                                    |                                    |                                    |                                    |

### Ecologia e meio ambiente
Em Gravataí predominam as seguintes formações vegetais originais e antrópicas na área urbana e rural no município: Formações Pioneiras (ocorrem nas planícies baixas e inundáveis do rio Gravataí e possuem vegetação variada, com predomínio de espécies arbustivas e arbóreas); Floresta Estacional Semidecidual (ocorria em uma floresta na parte norte da cidade, dando lugar a loteamentos e indústrias, hoje restando alguns poucos remanescentes); Vegetação Secundária (ocupa, naturalmente, as áreas em que a vegetação original florestal, arbustiva e herbácea foi removida); Agricultura e reflorestamento (áreas que antes foram ocupadas pelas matas e que hoje estão sendo usadas para agricultura, pecuária, pomares e reflorestamentos); além da Vegetação urbana. Essa última encontra-se localizada em praças, parques e vias públicas.
Atualmente há 22 praças arborizadas, muitas com espécies nativas. Há três parques, com abundantes áreas verdes, sendo dois mantidos pelo poder público. São eles: o Jayme Caetano Brum, que possui área de 13.837,92 m², o Parcão da "79", com área de 29.000,00 m², e o Pampas Safari, que possui 320 ha., sendo um parque particular, no qual se encontram distribuídos mais de 1 300 exemplares de animais da fauna mundial. É considerado o maior parque-safari da América do Sul. Cabe à administração municipal, com base no Código de Arborização Urbana, adequar a arborização da cidade às condições ambientais, utilizando espécies vegetais adequadas a cada situação. O município possui ainda três unidades de conservação, sendo elas: a Reserva Ecológica do Banhado Grande, criada pelo estado através do Decreto nº 38.971 de 23 de outubro de 1998, possuindo área de 400 ha.; o Morro Itacolomi, que é considerado uma área de preservação ecológica e paisagística do município, sendo revestido por vegetação nativa; além da Estância Província de São Pedro, contando com 400 ha. e arborização nativa.

## Demografia
A população do município em 2022, de acordo com o IBGE, é de 265 070 habitantes, sendo o sexto município mais populoso do estado, apresentando uma densidade populacional de 566.04 habitantes por km². Segundo o censo de 2000, 49,38% da população eram homens (114 777 habitantes) e 50,62% (117 670 habitantes) mulheres, e 91,19% da população (211 969 habitantes) viviam na zona urbana e 8,81% (20 478 habitantes) viviam na zona rural. Também em 2000, segundo dados do Censo IBGE daquele ano, a população gravataiense era composta por 204 506 brancos (87,91%); 15 155 negros (6,51%); 10 757 pardos (4,62%); 257 amarelos (0,11%); 1131 indígenas (0,49%); além dos 822 sem declaração (0,35%).
O Índice de Desenvolvimento Humano Municipal (IDH-M) de Gravataí é considerado elevado pelo Programa das Nações Unidas para o Desenvolvimento (PNUD), seu valor é de 0,736, sendo o 180° maior de todo estado do Rio Grande do Sul (dentre 496 municípios); 393° de toda Região Sul do Brasil (dentre 1 188) e o 876° de todo país (dentre 5 565). A cidade possui a maioria dos indicadores médios e parecidos com os da média nacional segundo o PNUD.
O coeficiente de Gini, que mede a desigualdade social, é de 0,41, sendo que 1,00 é o pior número e 0 é o melhor. No ano de 2003, a incidência da pobreza, medida pelo IBGE, era de 29,39%, o limite inferior da incidência de pobreza era de 17,37%, o superior era de 41,41% e a incidência da pobreza subjetiva era de 20,96%.
Evolução demográfica de Gravataí
*Observações:
1: Canoas se emancipou de Gravataí em 1939

2: Cachoeirinha se emancipou de Gravataí em 1966

3: Glorinha se emancipou de Gravataí em 1988

### Religião

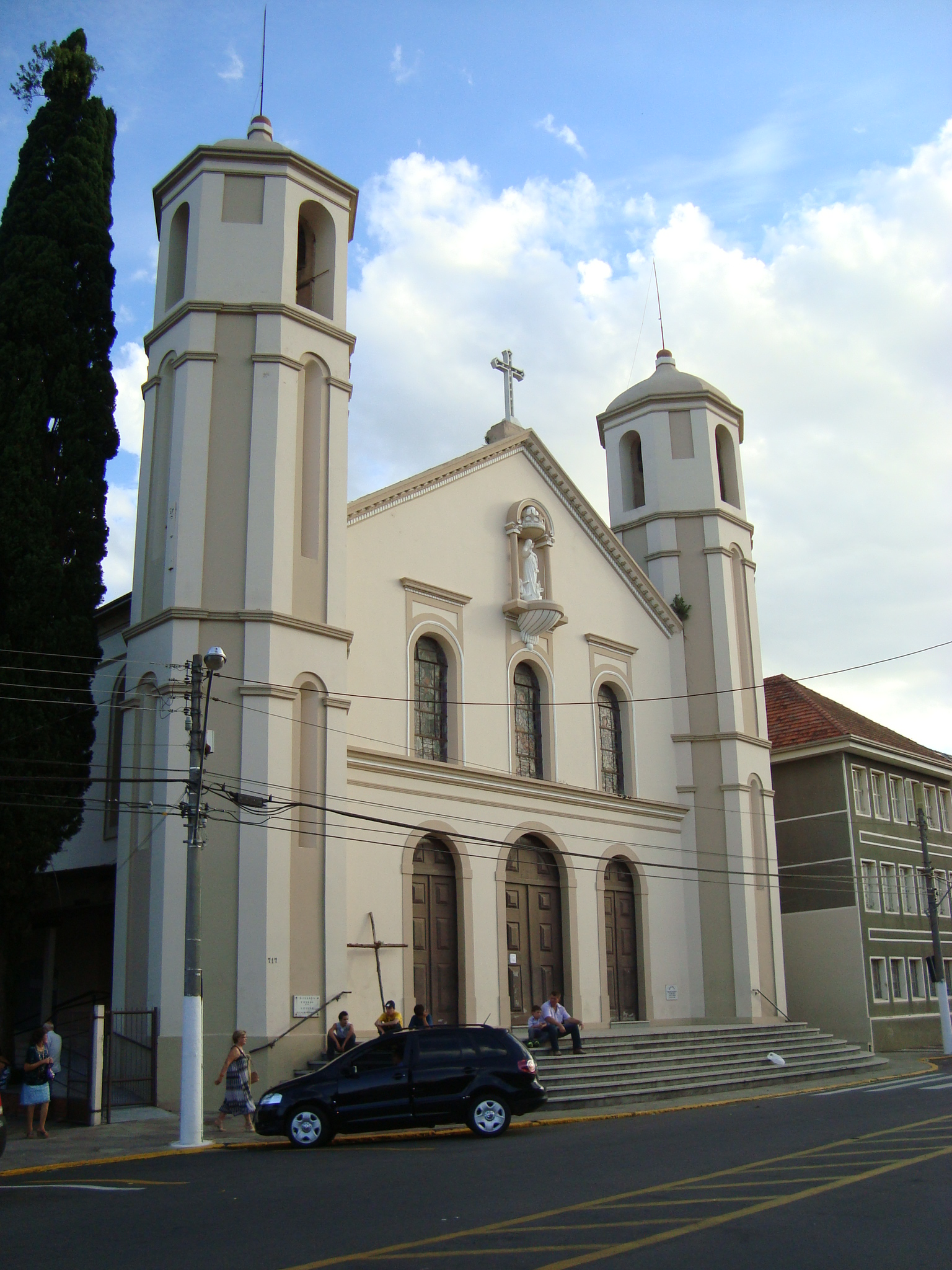
Fachada da Igreja Nossa Senhora dos Anjos

Tal como a variedade cultural em Gravataí, são diversas as manifestações religiosas presentes na cidade. Embora tenha se desenvolvido sobre uma matriz social eminentemente católica, é possível encontrar atualmente na cidade dezenas de denominações protestantes diferentes.
A cidade possui os mais diversos credos protestantes ou reformados, como a Assembleia de Deus, a Igreja Cristã Maranata, a Igreja Presbiteriana, as igrejas batistas, a Igreja Adventista do Sétimo Dia e a Igreja Universal do Reino de Deus, entre outras. De acordo com dados do censo de 2000 realizado pelo IBGE, a população de Gravataí era composta por: Católicos (77,27%), evangélicos (12,50%), pessoas sem religião (4,72%), umbandistas (1,82%), espíritas (1,64%) e 2,06% estão divididas entre outras religiões.
A Igreja Nossa Senhora dos Anjos, localizada no centro da cidade e inaugurada no ano de 1772, em estilo barroco português, tornou-se em 2001 sede do Vicariato de Gravataí da Arquidiocese de Porto Alegre, circunscrição eclesiástica a qual o município faz parte. Este Vicariato está dividido ainda em quatro áreas pastorais e 28 paróquias, incluindo além de Gravataí, as cidades de Alvorada, Cachoeirinha e Viamão. O município também é a cidade natal do primeiro bispo do estado do Rio Grande do Sul. Feliciano José Rodrigues de Araújo Prates nasceu em 13 de julho de 1781, na então localidade de Aldeia dos Anjos. Feliciano recebeu o subdiaconato no dia 20 de novembro de 1803 e o diaconato, em 27 de novembro de 1803, todas elas conferidas pelo bispo de São Paulo, Dom Mateus de Abreu Pereira, na Capela do Seminário da Lapa, no Rio de Janeiro.

## Governo e política
O primeiro intendente do município foi João Maria da Fonseca e o primeiro líder do poder executivo e prefeito do município foi José Loureiro da Silva. Em vinte e nove mandatos, 22 prefeitos passaram pela prefeitura de Gravataí, além dos oito agentes executivos.
O Poder legislativo é constituído pela câmara, composta por 21 vereadores eleitos para mandatos de quatro anos. Cabe à casa elaborar e votar leis fundamentais à administração e ao Executivo, especialmente o orçamento municipal (conhecido como Lei de Diretrizes Orçamentárias).
O município de Gravataí se rege por lei orgânica, criada em 2 de abril de 1990. A cidade também é ainda a sede de uma Comarca. O município possuía em 2010 173 945 eleitores, o sétimo maior eleitorado do estado, sendo composto por 2 614 analfabetos e 2 835 menores de 18 anos.

### Relações internacionais
A comunidade açoriana de Horta é cidade-irmã de Gravataí desde 2023.

## Subdivisões
Como já foi citado anteriormente, Gravataí é subdividida em cinco distritos, sendo eles Barro Vermelho, Ipiranga, Itacolomi, Morungava e a sede. No ano de 2000, possuíam, respectivamente, população de 4 085, 4 048, 6 073, 5 920 e 202 503 habitantes, segundo censo do Instituto Brasileiro de Geografia e Estatística (IBGE) daquele ano. Durante o século XX, houve a criação, elevação à cidade ou mesmo a extinção de diversos distritos do município, sendo que a última alteração foi feita em 16 de maio de 1983, quando da criação de Itacolomi.
Atualmente Gravataí conta também com pouco mais de 70 bairros, além de vilas e povoados, sendo o mais populoso o Morada do Vale, que conta com aproximadamente 40 mil habitantes. A área mais pobre da cidade é a região dos bairros Nova Conquista, Nova Esperança e Antônio Carlos Jobim, sendo que nestes lugares ainda há falta de pavimentação, obras de contenção de encostas, drenagem pluvial, instalação de rede de esgoto sanitário, rede de água e energia e terraplanagem.

## Economia
O Produto Interno Bruto - PIB - de Gravataí se destaca na área da indústria. De acordo com dados do IBGE, relativos a 2008, o PIB do município era de R$ 5 352 575,064 mil. 963 321 mil eram de impostos sobre produtos líquidos de subsídios a preços correntes. O PIB per capita era de R$ 27 689 e o Índice de Desenvolvimento Humano de renda (IDHM-R) era de 0,727 em 2010, sendo que o do Brasil era de 0,723.
Setor primário
| Produção de arroz, mandioca e cana-de-açúcar | Produção de arroz, mandioca e cana-de-açúcar | Produção de arroz, mandioca e cana-de-açúcar |
| -------------------------------------------- | -------------------------------------------- | -------------------------------------------- |
| Produto                                      | Área colhida (Hectares)                      | Produção (Tonelada)                          |
| Arroz                                        | 900                                          | 5 940                                        |
| Mandioca                                     | 150                                          | 1 950                                        |
| Cana-de-açúcar                               | 50                                           | 750                                          |

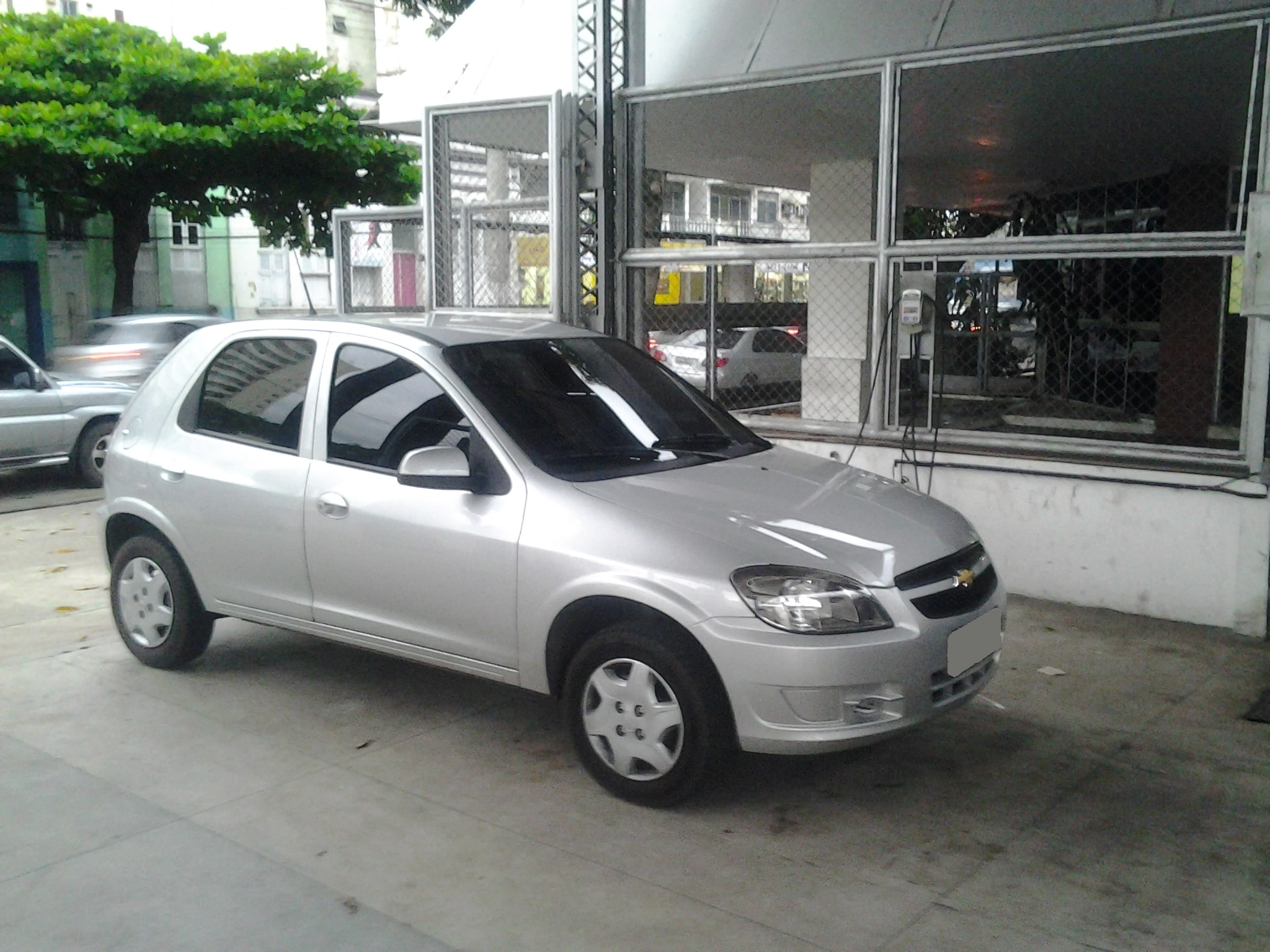
O Chevrolet Celta é um carro popular da General Motors produzido em Gravataí.

A agricultura é o setor menos relevante da economia de Gravataí. De todo o PIB da cidade 15 279 mil reais é o valor adicionado bruto da agropecuária. Segundo o IBGE, em 2009 o município possuía um rebanho de 18 300 bovinos, 2 958 equinos, 3 928 suínos, 1 311 bufalinos, 970 caprinos, 17 asinos, 33 muares, 588 ovinos, 490 coelhos e 38 460 aves, entre estas 24 250 galinhas, 11 760 galos, frangos e pintinhos, além das 2 450 codornas. Em 2009 a cidade produziu 2 990 mil litros de leite de 1 470 vacas. Foram produzidos 132 mil dúzias de ovos de galinha, 58 mil dúzias de ovos de codorna, 1 940 quilos de mel-de-abelha e 349 quilos de lã de obelhas. 294 ovinos foram tosquiados. Na lavoura temporária são produzidos principalmente o arroz (5 940 toneladas), a mandioca (1 950 toneladas) e a cana-de-açúcar (750 toneladas).
Setor secundário
A indústria, atualmente, é o setor mais relevante para a economia do município. 2 371 233 reais do PIB municipal são do valor adicionado bruto da indústria (setor secundário). Grande parte desses lucros originam-se no Complexo Industrial Automotivo de Gravataí da General Motors do Brasil, criado em 17 de março de 1997 e inaugurado em 20 de julho de 2000. Desde então o município passou a ter uma visibilidade nacional no ramo. Atualmente a fábrica produz cerca de 240 mil veículos por ano, sendo 40% do que a GM produz em todo o Brasil. O complexo está localizado em uma área total de 386 hectares, sendo que em 2007 as fábricas ocupavam 940 mil m² de área construída e 50 hectares são destinados à preservação ambiental.
Setor terciário
A prestação de serviços rende 2 002 743 reais ao PIB municipal. O setor terciário atualmente é a segunda maior fonte geradora do PIB gravataiense. De acordo com o IBGE, a cidade possuía, no ano de 2008, 7 489 unidades locais, 7 290 empresas e estabelecimentos comerciais atuantes e 104 358 trabalhadores, sendo 56 664 pessoal ocupado total e 47 694 ocupado assalariado. Salários juntamente com outras remunerações somavam 899 229 reais e o salário médio mensal de todo município era de 3,6 salários mínimos.

## Estrutura urbana
O município conta com boa infraestrutura. No ano de 2000, tinha 67 031 domicílios entre apartamentos, casas, e cômodos. Desse total 56 444 eram imóveis próprios, sendo 47 645 próprios já quitados (71,08%), 8 799 em aquisição (13,13%) 5 405 alugados (8,06%); 4 178 imóveis foram cedidos, sendo 1 132 por empregador (1,69%) e 3 046 cedidos de outra maneira (4,54%). 1 004 foram ocupados de outra forma (1,50%). O município conta com água tratada, energia elétrica, esgoto, limpeza urbana, telefonia fixa e telefonia celular. Em 2000, 73,73% dos domicílios eram atendidos pela rede geral de abastecimento de água; 96,53% das moradias possuíam lixo coletado por serviço de limpeza e 33,88% das residências possuíam rede geral de esgoto ou pluvial.

### Saúde

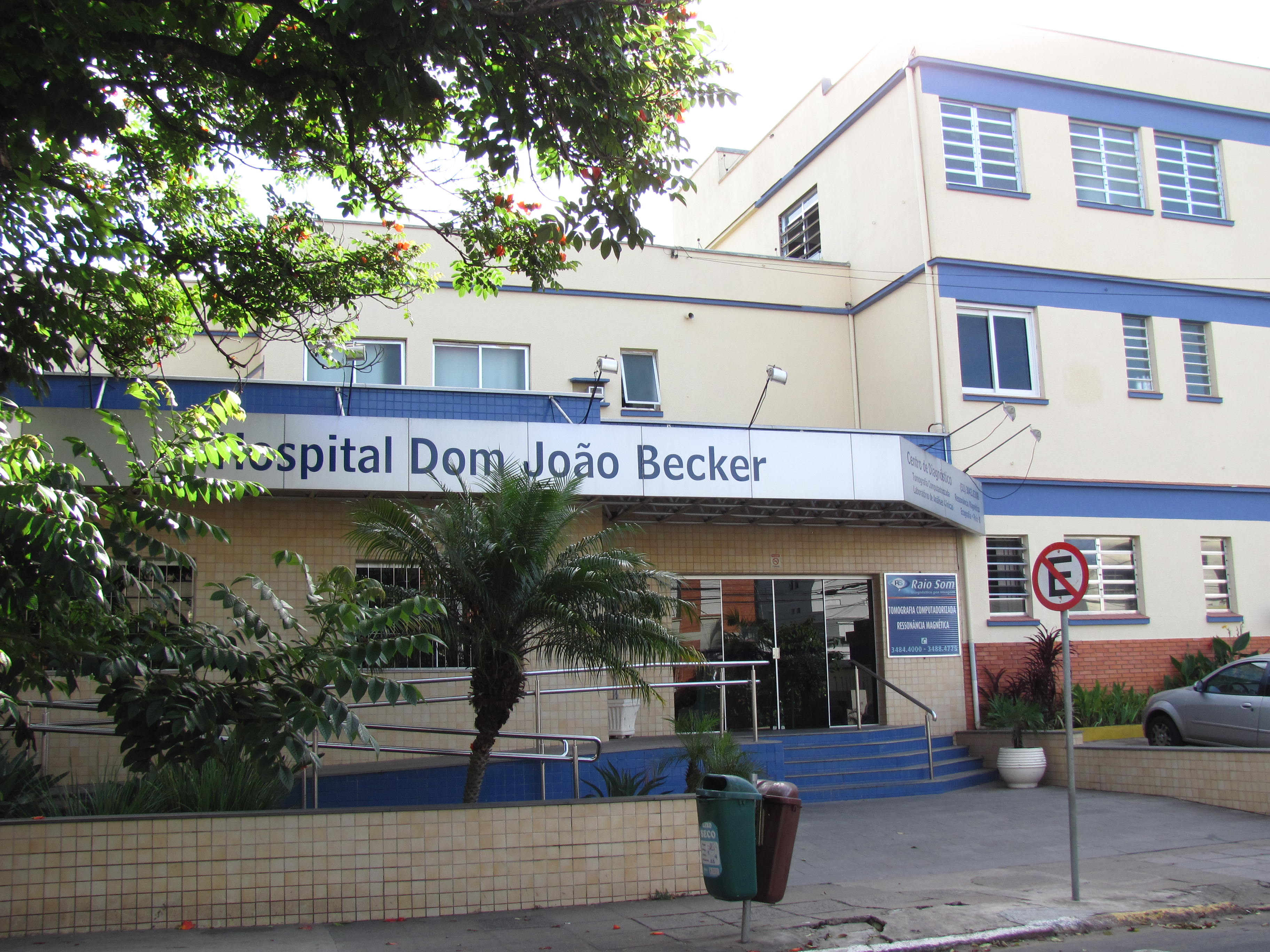
Hospital Dom João Becker

Em 2009, o município possuía 71 estabelecimentos de saúde entre hospitais, pronto-socorros, postos de saúde e serviços odontológicos, sendo 37 deles privados e 34 públicos. Neles a cidade possui 233 leitos para internação, sendo que todos estes estão nos privados, e, em abril de 2010, havia 2 539 profissionais de saúde. Na cidade existe apenas um hospital geral, sendo este filantrópico. O município pertence à Regional de Saúde CRS 01 Porto Alegre. Em 2009 existiam 85 652 mulheres em idade fértil (entre 10 e 49 anos). O Índice de Desenvolvimento Humano (IDH) da longevidade em Gravataí é de 0,862, com expectativa de vida de 73,59 anos.
Na cidade, apenas o Hospital Dom João Becker, administrado pelo Núcleo Coração de Maria, é capaz de realizar procedimentos médicos complexos. Oferece 189 leitos pelo Sistema Único de Saúde (SUS) e disponibiliza emergência, internação, estrutura de diagnóstico (exames laboratoriais, raio X, ecografia, tomografia computadorizada, ressonância magnética e cirurgias eletivas) além de plantões com profissionais pediátrico, clínico, cirúrgico, obstétrico, anestesista e intensivista, que atua na Unidade de Tratamento Intensivo (UTI).

### Educação

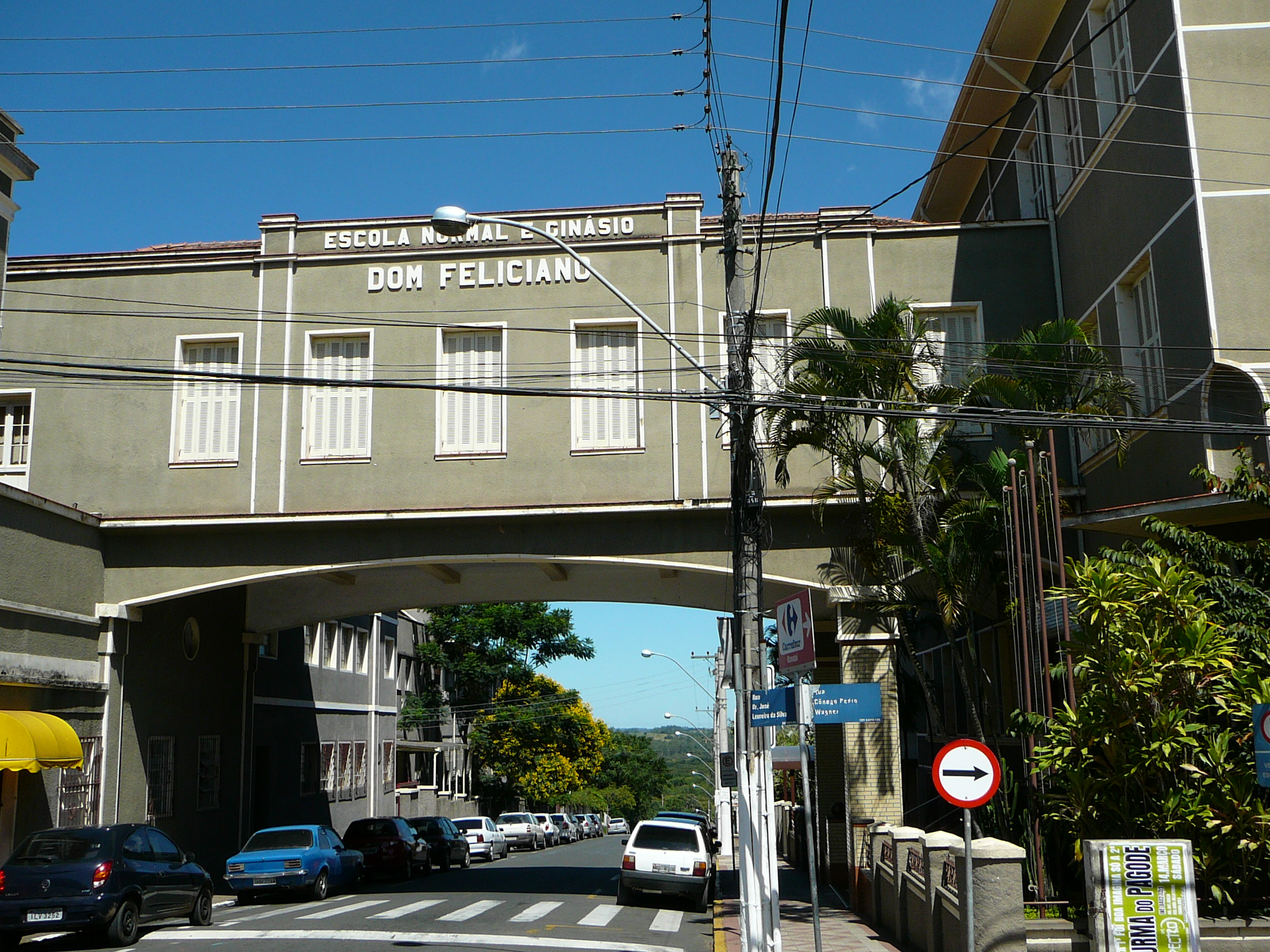
Vista do Colégio Dom Feliciano, escola particular da cidade

O município conta com escolas em todas as suas regiões. A população da zona rural tem fácil acesso a escolas em bairros urbanos próximos em razão da alta taxa de urbanização. O Índice de Desenvolvimento da Educação Básica (IDEB) médio entre as escolas públicas de Gravataí era, no ano de 2009, de 4,1; valor próximo ao das escolas municipais e estaduais de todo o Brasil, que é de 4,0%. O município contava, em 2009, com aproximadamente 51 832 matrículas, 2 412 docentes e 192 escolas nas redes públicas e particulares. O valor do Índice de Desenvolvimento Humano (IDH) da educação era de 0,636, enquanto o do Brasil é 0,849.
Segundo dados do Instituto Nacional de Estudos e Pesquisas Educacionais Anísio Teixeira (INEP) e do Ministério da Educação (MEC), o índice de analfabetismo no ano de 2000 entre pessoas de 18 a 24 anos de idade era de 1,590%, enquanto que a taxa de alfabetização adulta naquele ano era de 94,87% (a do Brasil era de 84%). A taxa bruta de frequência à escola naquele ano era de 81,930%, sendo que no país esse índice era de 81,89%. 4 124 habitantes possuíam menos de 1 ano de estudo ou não contava com instrução alguma. Em 2010, 539 alunos frequentavam o sistema de educação especial e 223 crianças estudavam em creches. 430 alunos do ensino fundamental possuíam aulas em tempo integral.
| Ensino fundamental | 34 882 | 1 611 | 99 |
| Ensino médio       | 8 870  | 536   | 27 |

### Segurança e criminalidade
Como na maioria dos municípios médios e grandes brasileiros, a criminalidade é um problema em Gravataí. Em 2008, a taxa de homicídios no município foi de 23,3 para cada 100 mil habitantes, ficando na vigésima sétima posição a nível estadual e no 729° lugar a nível nacional. O índice de suicídios naquele ano para cada 100 mil habitantes foi de 4,1, 154° a nível estadual e o 1450° a nível nacional. Em relação à taxa de óbitos por acidentes de transito, o índice foi de 7,5 para cada 100 mil habitantes, ficando na 142° posição a nível estadual e no 2296° lugar a nível nacional.
Até o início da década passada, os índices de criminalidade em Gravataí eram bem inferiores aos das demais cidades da RMPA. Após a segunda metade dos anos 2000 a cidade ultrapassou o patamar de 10 homicídios por 100 mil habitantes, o que para a OMS é o limiar da violência endêmica. Entretanto, mesmo com o aumento da violência, o índice de homicídios ainda é inferior ao de Porto Alegre e das outras 3 maiores cidades da RMPA; em 2015 a taxa foi de 28,9 homicídios por 100 mil habitantes em Gravataí e 40,3 na capital.
Total de vítimas de homicídio doloso por ano em Gravataí.
Em Gravataí a Polícia Civil conta com duas delegacias regulares e uma Delegacia de Polícia de Pronto-Atendimento (DPPA) para autuação e flagrante. A Brigada é representada pelo 17° Batalhão de Polícia Militar.

### Serviços e comunicações
O abastecimento de água na cidade é realizado pela Companhia Riograndense de Saneamento (CORSAN), que atende 98% da área urbana, embora apenas 21,9% das residências contem com serviço de coleta e tratamento de esgoto. Já a responsável pelo abastecimento de energia elétrica em Gravataí é a Rio Grande Energia (RGE), sendo que a iluminação pública está presente em toda a área urbana e 90% das residências (incluindo as da área rural). Ainda há serviços de internet discada e banda larga (ADSL) sendo oferecidos por diversos provedores de acesso gratuitos e pagos. O serviço telefônico móvel, por telefone celular, é oferecido por diversas operadoras. O código de área (DDD) de Gravataí é 051 e o Código de Endereçamento Postal (CEP) da cidade vai de 94000-001 a 94329-999. No dia 8 de janeiro de 2009 o município passou a ser servido pela portabilidade, juntamente com outras cidades de mesmo DDD.
Há vários canais nas faixas Very High Frequency (VHF) e Ultra High Frequency (UHF). Há também, desde o dia 5 de novembro de 2009, o acesso ao sinal digital, recebido através da RBS TV (Rede Brasil Sul de Televisão). Gravataí também possui jornais em circulação, sendo alguns o Jornal de Gravataí, em circulação desde 22 de março de 2005, e o Correio de Gravataí. Algumas das principais emissoras de rádio são a Rádio Metrópole e a Rádio Cultura do Valle 105.5 fm.

### Transporte
A frota municipal no ano de 2009 era de 86 375 veículos, sendo 62 162 automóveis, 13 859 motocicletas, 3 823 caminhonetes, 2 345 motonetas, 2 774 caminhões, 422 micro-ônibus, 489 ônibus, 376 caminhões trator e 126 tratores de rodas. As avenidas duplicadas e pavimentadas e diversos semáforos facilitam o trânsito da cidade, mas o crescimento no número de veículos nos na primeira década do século XXI está gerando um tráfego cada vez mais lento de carros, principalmente na sede do município. Além disso, tem se tornado difícil encontrar vagas para estacionar no centro comercial da cidade, o que vem gerando alguns prejuízos ao comércio. Há ainda transporte público, que é de responsabilidade da Secretaria Municipal de Trânsito e Transportes de Gravataí (SMTT). Este também é o órgão municipal responsável pelo sistema de trânsito e de transporte da cidade. Ele regulamenta e regulariza o sistema de transporte público, gerencia o trânsito e, através de seus Agentes de Trânsito, aplica autuações aos motoristas que cometem infrações de trânsito.
Por não possuir rios em abundância, o município não possui muita tradição no transporte hidroviário. A cidade não possui aeroportos em seu território, porém o Aeroporto Internacional Salgado Filho, em Porto Alegre, está localizado a cerca de 20 km do centro. O município possui ainda um terminal rodoviário, localizado no Vera Cruz. A cidade é atendida pela RS-118 (para Sapucaia do Sul e para o distrito de Itapuã em Viamão), pela RS-020 (para São José dos Ausentes) e pela RS-030 (para Tramandaí). A BR-290 (Rodovia Osvaldo Aranha) é a principal ligação entre Gravataí e Região Metropolitana de Porto Alegre até o litoral do estado, em Osório; o trecho que liga a região metropolitana até o litoral é denominado de Free-way. Também liga a RMPA até Uruguaiana, na divisa com a Argentina.

## Cultura
A responsável pelo setor cultural de Gravataí é a Secretaria Municipal Cultura Esporte e Lazer (SMCEL), que tem como objetivo planejar e executar a política cultural do município por meio da elaboração de programas, projetos e atividades que visem ao desenvolvimento cultural. Integra a administração pública indireta do município e possui autonomia administrativa e financeira, assegurada, especialmente, por dotações orçamentárias, patrimônio próprio, aplicação de suas receitas e assinatura de contratos e convênios com outras instituições.

### Artes e artesanato
No cenário teatral de Gravataí, destaca-se os serviços desponibilizados pela unidade do Serviço Social do Comércio de Gravataí (SESC Vale do Gravataí). A instituição conta com sala multiúso para 120 pessoas, biblioteca com um acervo de mais de 4 000 exemplares de obras literárias e livros de consulta na área técnica, clube para idosos e uma sala de teatro com capacidade para 779 pessoas. O SESC organiza em todos os anos diversas atividades culturais, como realizações de peças teatrais, mostras de cinema e espetáculos musicais. Também destaca-se a realização de eventos pela prefeitua com âmbito à área artística, como a Conferência Municipal de Cultura, realizada em março, e a Semana Municipal da Leitura, em outubro.
Uma entidade de destaque na área artística da cidade é a SCB Acadêmicos de Gravataí, uma escola de samba criada em 1961 que atualmente representa Gravataí no Carnaval de Porto Alegre, sendo a principal do município. Desde 2007, a escola pertence ao chamado "Grupo Especial de Porto Alegre", que reúne as dez melhores escolas de samba dos desfiles da capital gaúcha.
O artesanato também é uma das formas mais espontâneas da expressão cultural gravataiense. Em várias partes do município é possível encontrar uma produção artesanal diferenciada, feita com matérias-primas regionais e criada de acordo com a cultura e o modo de vida local. Alguns grupos, como a Casa do Artesanato de Gravataí, reúnem diversos artesãos da região, disponibilizando espaço para confecção, exposição e venda dos produtos artesanais. Normalmente essas peças são vendidas em feiras, exposições ou lojas de artesanato.

### Turismo e eventos
Gravataí ainda conta com diversos pontos turísticos, como: a Igreja Matriz Nossa Senhoras dos Anjos, já citada anteriormente, cujas obras tiveram início em 1772 e foi construída em estilo barroco português; o Colégio Dom Feliciano, que foi a primeira escola particular do município e atualmente é mantido pelas irmãs do Imaculado Coração de Maria, sendo sua arquitetura conhecida por possuir um arco que liga a escola de um prédio ao outro sobre a avenida José Loureiro da Silva;o CTG Aldeia dos Anjos, sendo uma dos melhoras CTG's do Rio Grande do Sul ja campeão 10 vezes do ENART; o Prédio da Prefeitura Municipal, que é a sede da prefeitura, construída em estilo eclético, guardando características do neoclássico e do moderno, sendo adquirido em 1894 para a instalação da intendência municipal e reformado em 1996; a Capela Santa Cruz, feita por índios para abrigar uma cruz, era local de adoração e preces dos habitantes do povoado de Gravataí, sendo que em 1909 a capela estava em ruínas, e com donativos da comunidade foi iniciada a sua reconstrução, concluída em 1944; o Museu Municipal Agostinho Martha, cujo acervo conta a história colonial da região do Vale do Rio Gravataí, destacando-se a moenda de cana, o tear manual, bem como todo o complexo artesanal da tecelagem, além de possuir uma sala com móveis da região dos Açores, em Portugal, e de ser onde está o Arquivo Histórico Municipal; o Casarão dos Fonseca, conhecido em 1877, possui características da arquitetura colonial portuguesa, trazida pelos colonos açorianos; e o Casarão dos Bina, em estilo português datado de 1882, o casarão faz parte de uma propriedade rural com cerca de 40 hectares, denominada Sítio do Sobrado, cujo porão da casa abrigou uma senzala com grande número de escravos. Neste local atualmente funciona a Fundação Municipal do Meio Ambiente.
Para estimular o desenvolvimento socioeconômico local, a prefeitura de Gravataí, juntamente ou não com empresas locais, investe no segmento de festas e eventos. Essas festas, muitas vezes atraem pessoas de outras cidades, exigindo uma melhor infraestrutura no município e estimulando a profissionalização do setor, o que é benéfico não só aos turistas, mas também a toda população da cidade. As atividades ocorrem durante o ano inteiro. Dentre a lista de Eventos Oficiais da cidade, que é divulgada anualmente pelo governo municipal, há: a Festa de Nossa Senhora dos Navegantes, realizada sempre em 2 de fevereiro; o carnaval de Gravataí, sempre em fevereiro ou março; a Paixão de Cristo, sempre em março ou abril; a festa das Bromélias, em abril; as celebrações de Corpus Christi, em maio ou junho; a Semana da Pátria e Desfile Cívico, em setembro; a Semana Farroupilha, em setembro; e a Semana da Consciência Negra no Município, em novembro.

### Esportes
Assim como em grande parte do Brasil, o esporte mais popular em Gravataí é o futebol. Na cidade há diversos clubes, como o Clube Esportivo Alvi-Rubro, o mais antigo do município, fundado em 7 de maio de 1933; o América Futebol Clube, criado em 1950; e o Cerâmica Atlético Clube, fundado em 19 de abril de 1950.[carece de fontes?] O principal estádio de futebol do município é o Estádio Antônio Vieira Ramos, inaugurado em 2 de março de 2008, sendo a casa do Cerâmica Atlético Clube.
Além do Campeonato Citadino de Gravataí, importante campeonato municipal de futebol, ainda destaca-se a organização anual de vários outros eventos esportivos, envolvendo outras modalidades. São alguns deles: Etapa Municipal do Circuito de Verão Gaúcho de Esportes, em fevereiro; os jogos escolares de Gravataí, em março; a Volta Ciclística Internacional de Gravataí, em abril; a Copa Hachiman de Karatê e a Copa Aldeião de Futsal Municipal, em maio; o Torneio de Taekwondo, a Copa Gravataí de Pingue-Pongue e a Copa Sul Gravataí de Canoagem, em junho; o Campeonato Municipal de Futsal Feminino, em julho; o Campeonato Municipal de Voleibol Masculino/Feminino, em setembro; e o Montain Bike Cidade das Bromélias, em outubro.

### Feriados
Em Gravataí há dois feriados municipais, oito feriados nacionais e três pontos facultativos. Os feriados municipais são: Corpus Christi, que sempre é realizado na quinta-feira seguinte ao domingo da Santíssima Trindade; e o dia de Nossa Senhora dos Anjos, a padroeira, em 2 de agosto. De acordo com a lei federal n.º 9.093, aprovada em 12 de setembro de 1995, os municípios podem ter no máximo quatro feriados municipais, já incluso neste a Sexta-Feira Santa.